# Papua Selatan
Papua Selatan, deutsch Südpapua, ist eine Provinz in Westneuguinea, dem indonesischen Teil Neuguineas. Die Provinz wurde im Juli 2022 von der Provinz Papua abgespalten und ist zurzeit Schauplatz des Papuakonflikts. Hauptstadt ist Merauke mit rund 100.000 Einwohnern.

## Geographische Lage
Papua Selatan wurde 2022 nach einer Abstimmung im Volksvertretungsrat der Republik Indonesien von der Provinz Papua abgetrennt, und zwar gegen den Willen der indigenen Papua und unter Protest mehrerer zivilgesellschaftlicher Organisationen, die darin einen Eingriff in die Autonomie Papuas sahen. (Gesetzestext:)
Papua Selatan liegt im Süden von Westneuguinea. Die Provinz unterteilt sich in vier Regierungsbezirke (Kabupaten).
| Wappen | Kabupaten Regierungsbezirk | Regierungssitz | Karte | Fläche(km²) | Anzahl der Verwaltungseinheiten | Anzahl der Verwaltungseinheiten | Anzahl der Verwaltungseinheiten | Bevölkerung 2020 | Dichte (Einw./km²) |
| Wappen | Kabupaten Regierungsbezirk | Regierungssitz | Karte | Fläche(km²) | Kecamtan                        | Kelurahan                       | Kampung                         | Bevölkerung 2020 | Dichte (Einw./km²) |
|        | Asmat                      | Agats          |       | 31.983      | 19                              | 0                               | 221                             | 107.684          | 3                  |
|        | Boven Digoel               | Tanah Merah    |       | 27.108      | 20                              | 0                               | 112                             | 63.562           | 2                  |
|        | Mappi                      | Kepi           |       | 24.118      | 15                              | 2                               | 162                             | 107.493          | 4                  |
|        | Merauke                    | Merauke        |       | 44.071      | 20                              | 11                              | 179                             | 227.922          | 5                  |
|        | Provinz PAPUA SELATAN      | Merauke        |       | 127.280     | 74                              | 13                              | 674                             | 506.661          | 2                  |